# Axylia rhodopea
Axylia rhodopea là một loài bướm đêm trong họ Noctuidae.